# كريس غانثر
كريس غانثر (بالإنجليزية: Cris Gunther)‏ هو ملحن أمريكي، ولد في 22 يوليو 1975 في بيكلي في الولايات المتحدة.

## وصلات خارجية
- كريس غانثر على موقع IMDb (الإنجليزية)
- كريس غانثر على موقع ميوزك برينز (الإنجليزية)